# Jelte Pal
Jelte Pal (Roosendaal, 16 oktober 2002) is een Nederlands voetballer die als aanvaller speelt.

## Carrière
Jelte Pal speelde in de jeugd van RKSV BSC, RBC en Willem II. Hier mocht hij als speler van het onder-21-elftal aan het eind van het seizoen 2021/22 aansluiten bij de eerste selectie. Hij debuteerde in de Eredivisie op 1 mei 2022, in de met 4-2 verloren uitwedstrijd tegen PSV. Hij kwam in de 87e minuut in het veld voor Mats Köhlert. In de wedstrijd erna, die met 2-0 werd gewonnen van Heracles Almelo, mocht hij ook invallen voor Köhlert. Een minuut later maakte Heraclesspeler Sven Sonnenberg een zware overtreding op Pal die hem een rode kaart opleverde. Pal kwam aan het einde van het seizoen 2022/23 in eerste instantie niet in aanmerking voor een contract bij het gedegradeerde Willem II, maar kreeg dit in augustus alsnog aangeboden. In het seizoen 2022/23 kwam Pal voornamelijk in actie voor de onder 21 en vanwege het geringe perspectief op speelminuten bij het eerste elftal werd in oktober 2023 besloten om het contract in goed overleg te ontbinden. Op 8 december werd bekend gemaakt dat Pal per 1 januari 2024 terugkeert bij de ambitieuze 1ste klasser RBC uit Roosendaal. Hij tekent een contract voor anderhalf seizoen. 

### Statistieken
| Seizoen                       | Club           | Land           | Competitie     | Competitie | Competitie | Beker | Beker | Totaal | Totaal |
| Seizoen                       | Club           | Land           | Competitie     | Wed.       | Dlp.       | Wed.  | Dlp.  | Wed.   | Dlp.   |
| ----------------------------- | -------------- | -------------- | -------------- | ---------- | ---------- | ----- | ----- | ------ | ------ |
| 2021/22                       | Willem II      | Nederland      | Eredivisie     | 2          | 0          | 0     | 0     | 2      | 0      |
| 2022/23                       | Willem II      | Nederland      | Eerste divisie | 0          | 0          | 0     | 0     | 0      | 0      |
| Carrièretotaal                | Carrièretotaal | Carrièretotaal | Carrièretotaal | 2          | 0          | 0     | 0     | 2      | 0      |
| Bijgewerkt op 14 oktober 2023 |                |                |                |            |            |       |       |        |        |